# Gheorghe Tattarescu
Gheorghe Tattarescu (n. octombrie 1820, Focșani, Vrancea, România – d. 24 octombrie 1894, București, România) a fost un pictor român, clasic, „cel mai tipic academist”, un pionier al neoclasicismului în pictura românească.

## Copilăria și formarea artistică
Gheorghe Tattarescu s-a născut în luna octombrie 1820[A] la Focșani și familia lui Mihai Tatarescu și a Smarandei, născută Teodorescu. Familia a mai avut un al doilea fiu - Dumitru Tattarescu. Nicolae Teodorescu, fratele Smarandei, a făcut parte din breasla „zugravilor de subțire” care luase ființă în anul 1776, în vremea lui Alexandru Ipsilanti, pentru a se face deosebirea dintre pictorii-artiști de zugravii de case care erau organizați în așa numita breaslă a „zugravilor de gros”. Nicolae s-a născut la Focșani în anul 1786 și la vârsta de optsprezece ani era înscris la școala de pictură a Polcovnicului Matei de la Căldărușani. Ulterior a pictat icoane la Odobești pentru comanditarii din satele învecinate. În perioada 1814 - 1816 a locuit la Iași. Revenit la Focșani a luat parte la căsătoria sorei sale, Smaranda, cu un funcționar modest, Mihai Tattarescu. Mihai și Smaranda au trăit la Focșani până în anul 1826, când au decedat din cauza unei epidemii care a afectat Moldova în primele trei decade ale secolului al XIX-lea.
Mihai Tattarescu își avea originea în satul Tataru, din proximitatea muntelui Tataru din Munții Buzăului și a pârăului Tataru. Zestrea Smarandei menționa o pesesiune de 4 pogoane vie în dealul Costeștilor, 2 pogoane loc sterp, una casă pentru vie. După aproape treizeci de ani după moartea părinților, într-un act de partaj între frații Tattarescu, toată averea părinților a fost evaluată la 320 de galbeni, o sumă mai mult decât modestă ținând cont că stipendiații statului (vezi Petrache Poenaru, Ion Negulici, Tattarescu) erau trimiși la studii în străinătate cu o bursă de 150 - 200 galbeni pe an.

## Activitate
A început să picteze ajutându-l pe unchiul său, Nicolae Teodorescu (1799 – 1880), zugrav de biserici. Continuă studiul picturii la Școala de zugravi din Buzău, fondată de unchiul său. În 1844, împreună cu unchiul său, pictează mănăstirea Rătești.
Cu ajutorul episcopului Buzăului, Chesarie, obține o bursă de studii la Academia di San Luca din Roma (1845–1851). Aici i-a avut ca profesori pe Natale Carta (1790–1884), Giovanni Silvagni (1790–1853) și Pietro Gagliardi (1809–1890). Sub îndrumarea profesorilor săi, se formează în spiritul academismului Italian, executând copii după Rafael Sanzio, Bartolomé Estéban Murillo, Salvatore Rosa, Guido Reni și alții.
Tattarescu a participat la revoluția de la 1848. A pictat portretele revoluționarilor Gheorghe Magheru, Ștefan Golescu aflați în exil, iar în 1851 pictează portretul lui Nicolae Bălcescu (în trei replici aproape identice).
Idealul eliberării naționale și al edificării unei Românii moderne este transpus în compoziții alegorice cu subiect revoluționar (Deșteptarea României, 1849, 11 februarie 1866 - România Modernă, 1866), cu subiect patriotic (Unirea Principatelor, 1857), sau cu subiect istoric (Mircea cel Bătrân la 1386, Neagoe Basarab în fața Mănăstirii Argeș, Lupta lui Preda Buzescu cu hanul tătar).
În 1860 este însărcinat să întocmească un „Album național” al priveliștilor și monumentelor istorice din țară. Astfel, are prilejul de a se afirma și ca peisagist, cu discrete accente romantice (Peștera Dâmbovicioara, 1860).
O mare parte din activitatea sa artistică a fost dedicată artei religioase, creând un stil personal influențat de academismul italian și parțial de iconografia tradițională bizantină. În perioada 1853–1892, cu ajutorul elevilor săi, a pictat, în spirit neoclasic, peste 50 de biserici, printre acestea numărându-se Biserica Colțea, Biserica Oțetari Biserica Sf. Spiridon Nou, Biserica Sfântul Nicolae Șelari și Biserica Mănăstirii Radu Vodă, toate din București, biserica nouă a Mănăstirii Bistrița, Catedrala Mitropolitană din Iași, Biserica Greacă din Brăila și biserica Mănăstirii Ciolanu din județul Buzău.
Împreună cu Theodor Aman a înființat, în 1864, Școala de Arte Frumoase din București, unde a desfășurat o bogată activitate ca profesor de pictură, fiind mai apoi și directorul ei în anii 1891–1892.
În 1865 a scris lucrarea „Precepte și studii folositoare asupra proporțiunilor corpului uman și desene după cei mai celebri pictori”.
Casa pe care a cumpărat-o în București în 1855 și în care a locuit timp de aproape 40 de ani a fost transformată în muzeu și a fost deschisă publicului. Înființat în 1951, Muzeul Gheorghe Tattarescu adăpostește o mare parte din lucrările sale.

## Galerie imagini

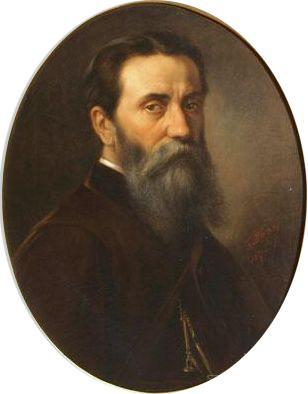
Gheorghe Tattarescu
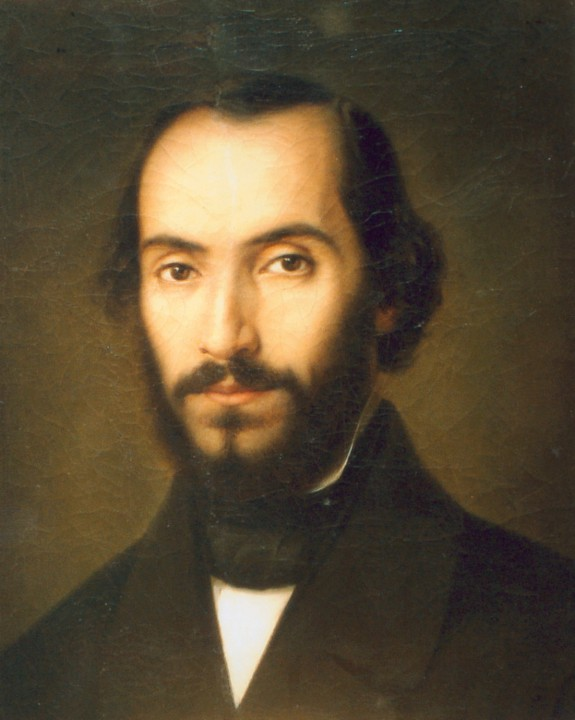
Nicolae Bălcescu (1851)
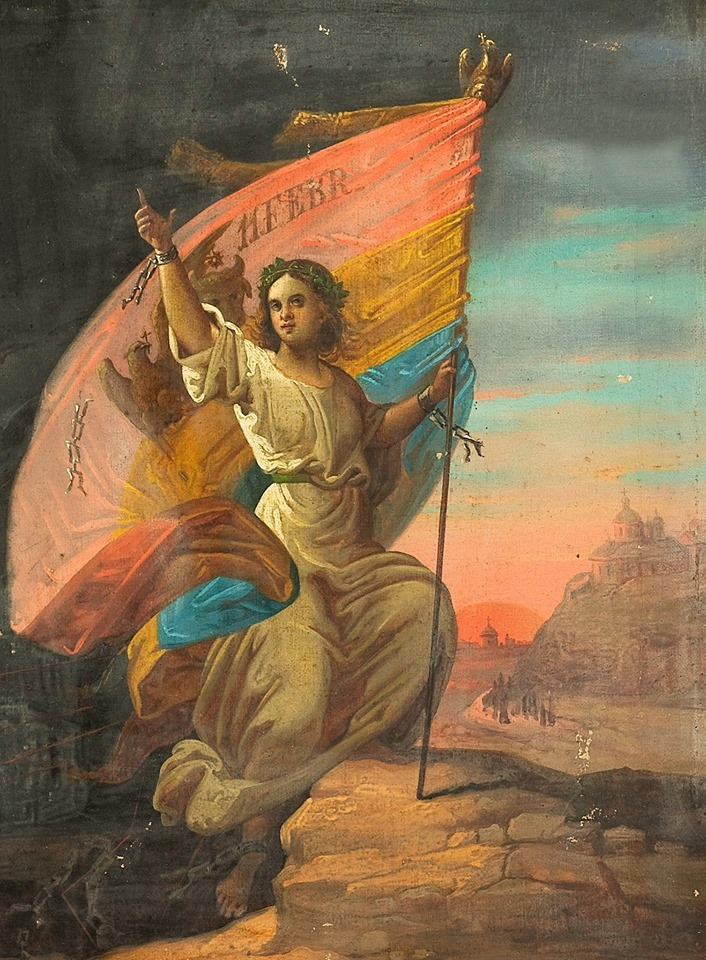
11 februarie 1866 - România modernă
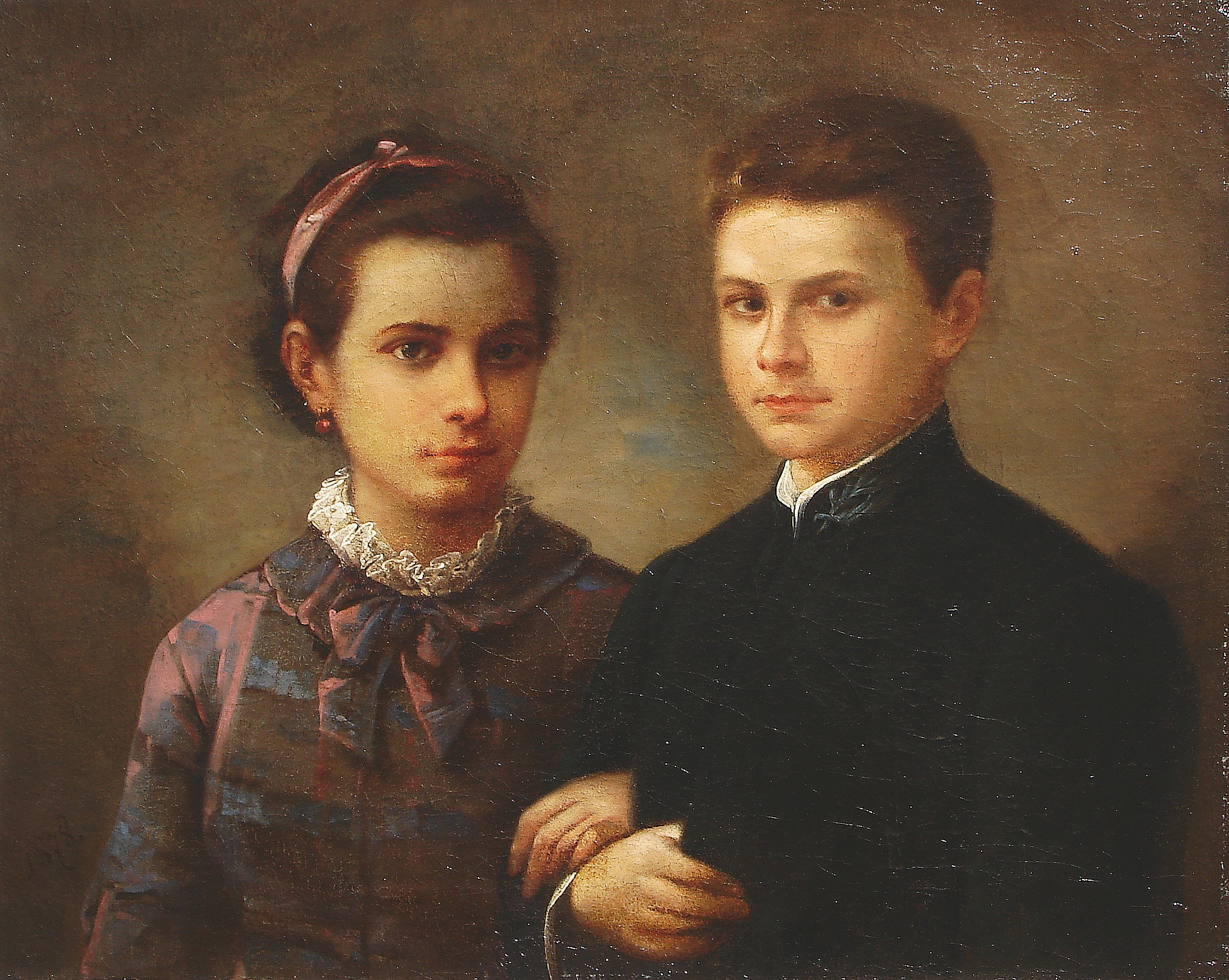
Copiii pictorului
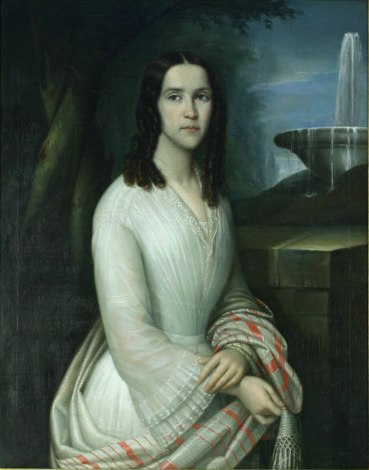
Sofia Kretzulescu
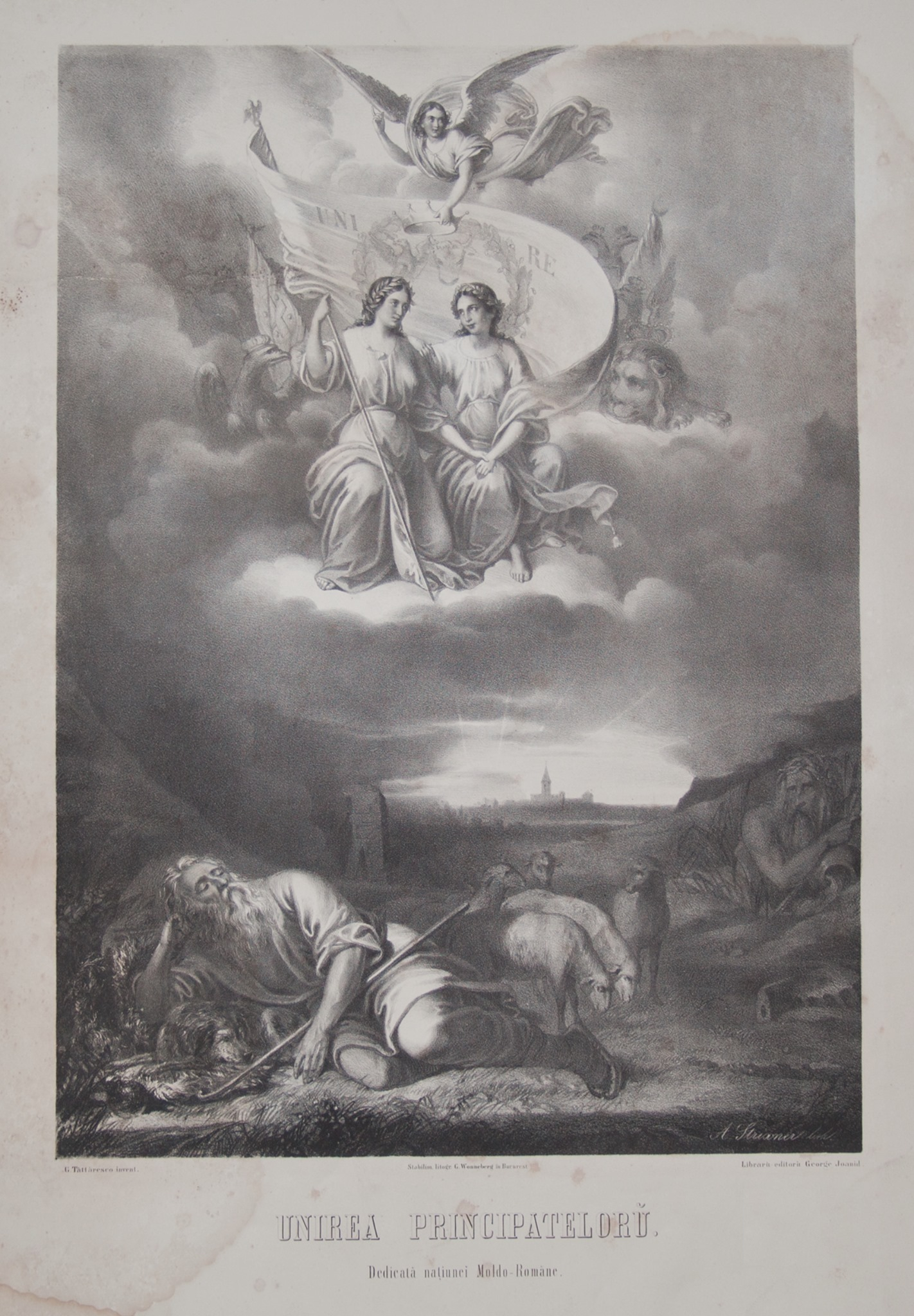
Unirea Principatelor
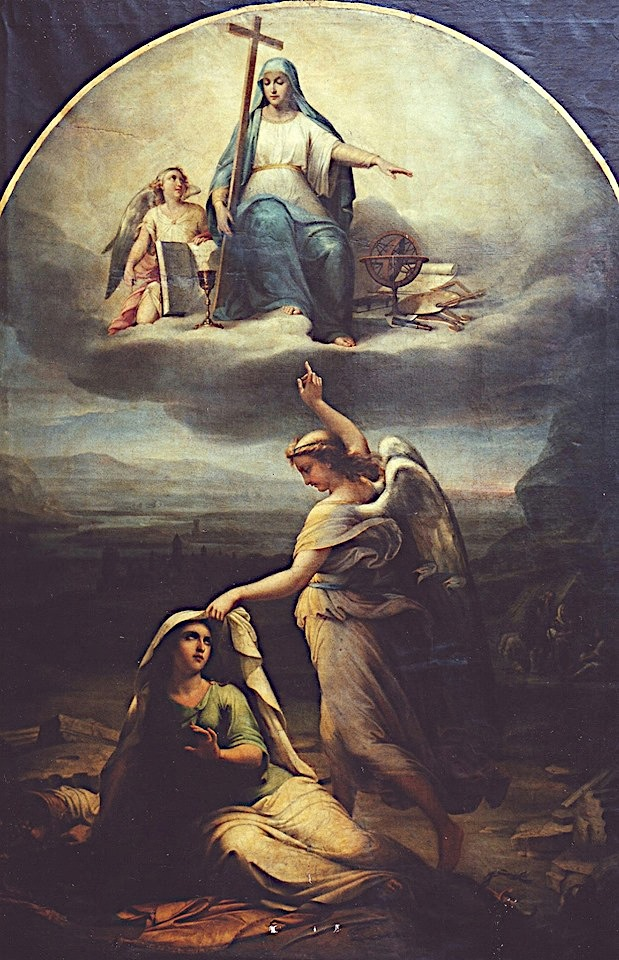
Renașterea României
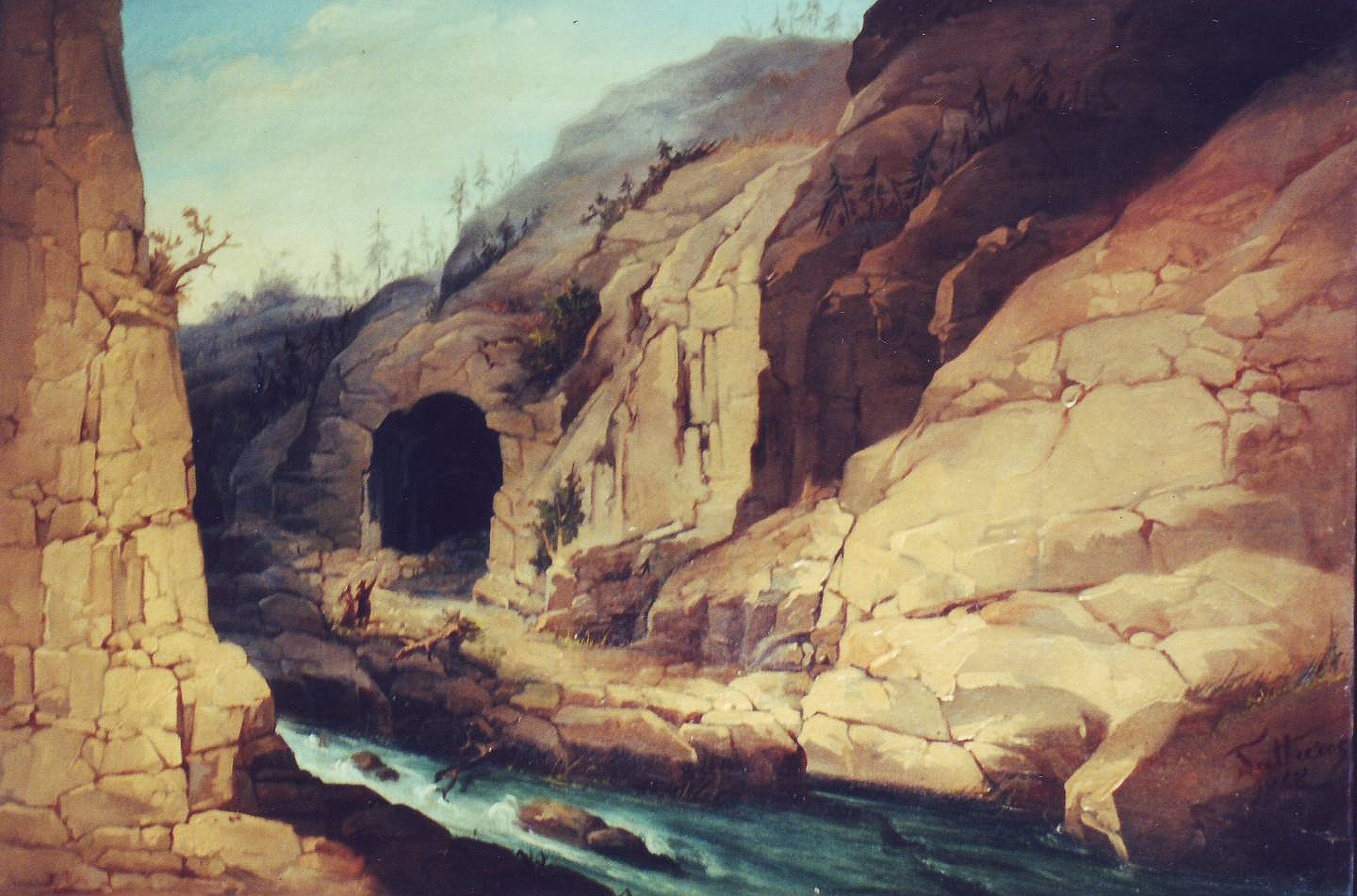
Peștera Dâmbovicioara
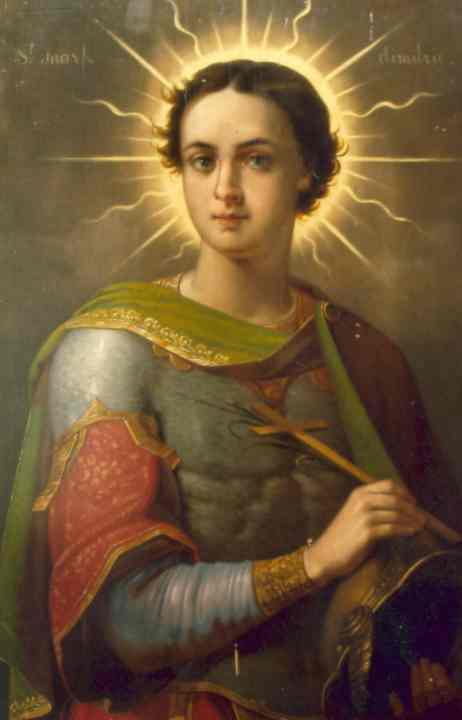
Sfântul Dumitru
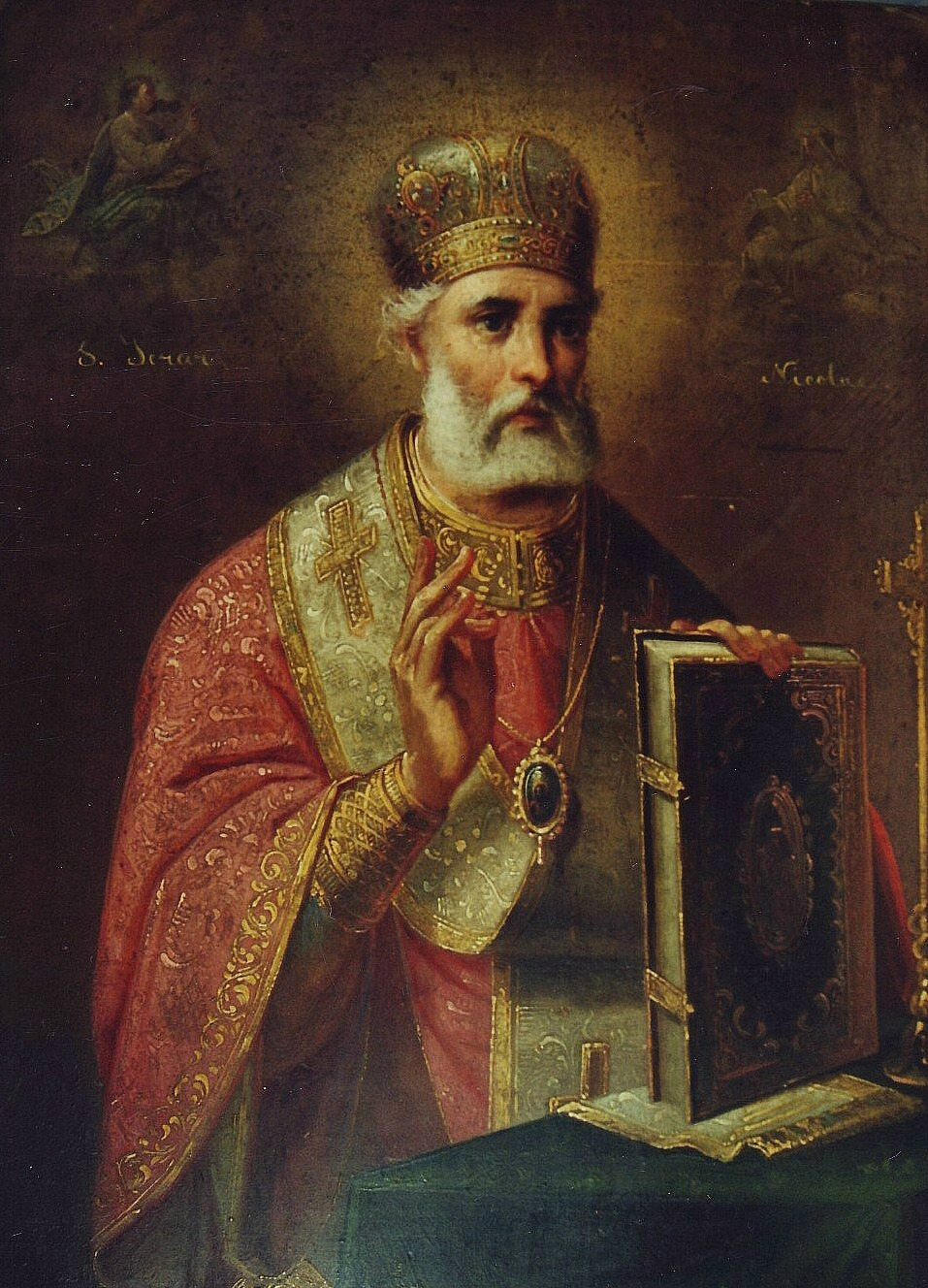
Sfântul Nicolae

## Elevii lui Tattarescu
Elevii Școlii de Belle Arte, care au fost premiați (în paranteză apar anii în care au studiat, după condica școlii), și care l-au avut profesor pe Tattarescu până în 1877 și după aceea, sunt următorii:
| până în 1877: - Sava Henția - Mihail Dan - Ignațiu Tillman - Ștefan Mincu - Gheorghe Ioanide - Alexandru Freivald - Mihail Ștefănescu - Mihail Babic - Tănăsescu - N. Vasilescu - Iacovache Constantinescu - Ion Andreescu - Alexandru Fotino - I. Goldstein - Ion Miricescu - Ion Sălceanu - Gheorghe Mihăescu - D. Stoicescu - G. D. Mirea - Petru Văduvoiu - Ion Bădulescu | - Ion Georgescu - August Schenck - Stravolca - Petru Ștefănescu - Petru Verussi - Nicolae Niculescu - D. Teohari - Nicolae Dimitrescu - Gheorghe Seculescu - A. Vasilescu după 1877: - Ștefan Ionescu-Valbudea - Ion Voinescu - Titus Alexandrescu - Dimitrie Serafim (1879-1887) - Ion Bălănescu (1884-1887) - Constantin Aricescu (1880-1884) - Constantin Zaman (1882-1890) - Nicolae Vermont (1880-1885) - Ioan Bărbulescu (1883-1888) - Mihail Spirescu (1884-1891) - Atanase Constantinescu (1883-1891) | - Petre Ionescu (1881-1892) - Petre Cretzoiu (1883-1892) - Filip Marinescu (Filip Marin) (1884-1890) - Dimitrie D. Mirea (1885-1888) - Ludovic Dolinschi (1885-1888) - Andrei Marian (1884-1889) - Oscar Obedeanu (1883-1888) - Aureliu Vintilescu (1885-1892) - Nicolae Anghelescu (1885-1889) - Moise Suchor-Suhăreanu (1884-1890) - Constantin Artachino (1886-1890) - C. Bădulescu (surdomut) (1878-1887) - Anton Constantinescu (1886-1891) - Constantin Dumitrescu (1884-1888) - Vasile Niculescu (1886-1890) - Menelas Michel Simonidy (1887-1891) - Pericle Capidan (1887-1893) - Ștefan Luchian (1885-1889) - Nicolae Mucsă (1887-1889) - Ștefan Toma (1887-1888) - Ferdinand Kratochvil (1887-1891) - Petre Serafim (1888-1892) | - Naia Gropper (1886-1892) - Carol (Alexandru) Satmari (1887-1895) - Julius Grosaner (1887-1894) - Ipolit Strâmbulescu (1889-1893) - Demetru Covlescu (1889-1897) - Ion Marinescu (1887-1895) - Kimon Loghi (1888-1892) - Dimitrie Georgescu (1889-1894) - Emil G. Sperlich (1889-1895) - Petre Neagu (Negulescu) (1886-1898) - Aurelian Radu (1889-1894) - Frederic Storck (1888-1893) - Mihail G. Gheorghiu (1890-1898) - Scarlat Negrescu (Carol Fekete) (1891-1900) - Nicolae Mantu (1891-1900) - Mauriciu Gluckman (1889-?) - Nicolae Constantinescu (1890-1900) - Dimitrie Moscu (surdomut) (1887-1901) - Artur Georgescu (de la Huși) (1891-1900) - Constantin I. Petrescu (1891-1895) - Ion Tincu (1890-1900) |

## Lucrări de referință
- Portrete: Nicolae Bălcescu, Copiii pictorului, Autoportret, Ion Aricescu, Sofia Crețulescu-Iacovenco, Colonel Ion Cornescu, Portretul unei fetițe etc.;
- Compoziții: Unirea Principatelor, Isus vorbește cu Samariteanca, Renașterea României, Răstignirea, Cal în grajd etc.;
- Peisaje: Peștera Dâmbovicioara, Vedere din Pincio (Roma) etc.;
- Biserici pictate: Mitropolia din Iași (1884), Biserica „Curtea Veche”, Biserica „Sfânta Ecaterina”, Biserica „Gheorghe Nou”, Biserica „Răzvan Vodă”, Biserica „Zlătari” (1854), Biserica „Oteteleșanu”, Biserica Măgurele, județul Ilfov (1855),  Biserica în stil gotic „Sf. Mihail și Gavril”, Clejani, jud. Giurgiu (1864)[13], Biserica „Cetățuia Râmnicului”, Mănăstirea Bistrița, Biserica „Banu” din Buzău (1884), Biserica „Cantacuzino” de la Florești (1887), Biserica „Fântâneanu” de la Stoicănești (1889), Episcopia de la Huși (1890), Capela Cimitirului Colentina (1891), Capela Cimitirului „Ghencea” (1891), Biserica din comuna Carol (1890), Biserica „Sf. Ilie” din Craiova (1892), Biserica „Buna Vestire” din Giurgiu (1867), Biserica Mănăstirii Bistrița, județul Vâlcea (1865), Biserica Mănăstirii Radu Vodă din București, Biserica Colțea din București (1871), Biserica „Sf. Pantelimon” din comuna Vedea, județul Giurgiu (1874), Biserica „Sf. Vineri” din Ploiești (1880) etc.

## Opera scrisă
- „Precepte și studii folositoare asupra proporțiunilor corpului uman” – 1865, Tipografia Lucrătorilor Asociați, Pasagiul Român, București.

## In memoriam
- 1951 - a luat ființă Casa Memorială „Gheorghe Tattarescu” într-o clădire declarată ca monument istoric în 1951, aflată în București, Str. Domnița Anastasia nr. 7, fostă Belvedere, sector 5.[14] În această clădire a locuit Tattarescu timp de aproape 40 de ani, în perioada 1855 - 1894.[14] Muzeul adăpostește o bogată galerie de pictură, artă decorativă, grafică (portrete, desene, compoziții), pictură murală în stil pompeian, obiecte personale, piese de mobilier de epocă și documente[14] care au aparținut artistului și familiei sale: nepoatei Georgeta - primul director al muzeului, căsătorită cu Jacques Wertheimer-Ghika, Micaelei Eleutheriade și lui Florence Werthaimer.[15] La etajul edificiului a fost reorganizat atelierul pictorului. Pot fi văzute galeria de portrete și pânzele cu picturi istorice care au intrat în conștiința publică din România, tablouri, schițe, cărți foarte valoroase aduse de artist din Italia, o schiță pentru cortina Teatrului Național, două buletine oficiale din vremea Revoluției de la 1848 și mai multe exponate care evocă personalitatea de pedagog și pictor a lui Tattarescu.[14] Deschiderea oficială a muzeului a avut loc în anul 1953.[15] Astăzi, muzeul este sediul Secției de Artă a Muzeului Municipiului București, precum și sediul Pinacotecii Bucureștiului, și nu poate fi vizitat de public deoarece este în restaurare.[15]

Casa Memorială „Gheorghe Tattarescu”
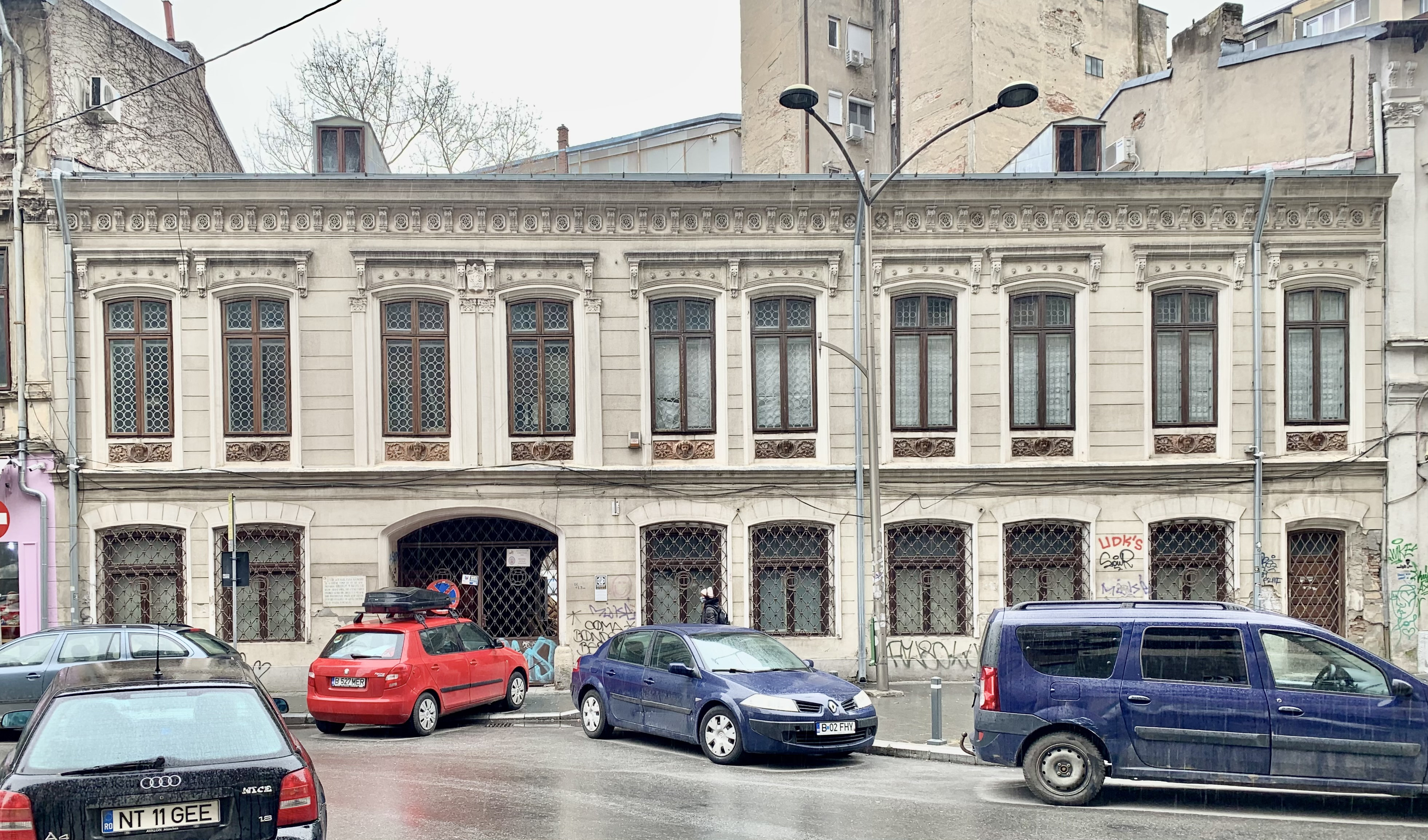
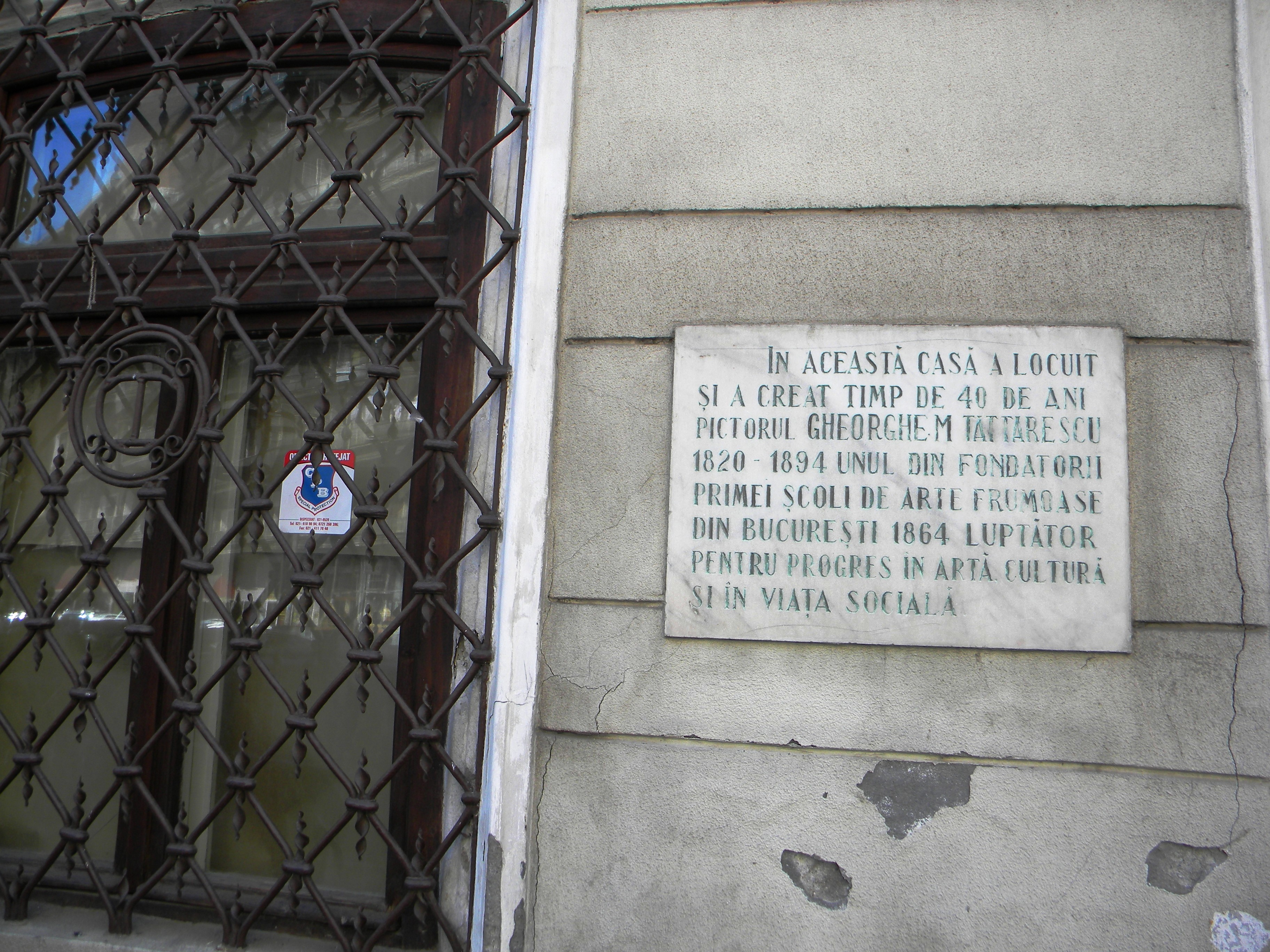
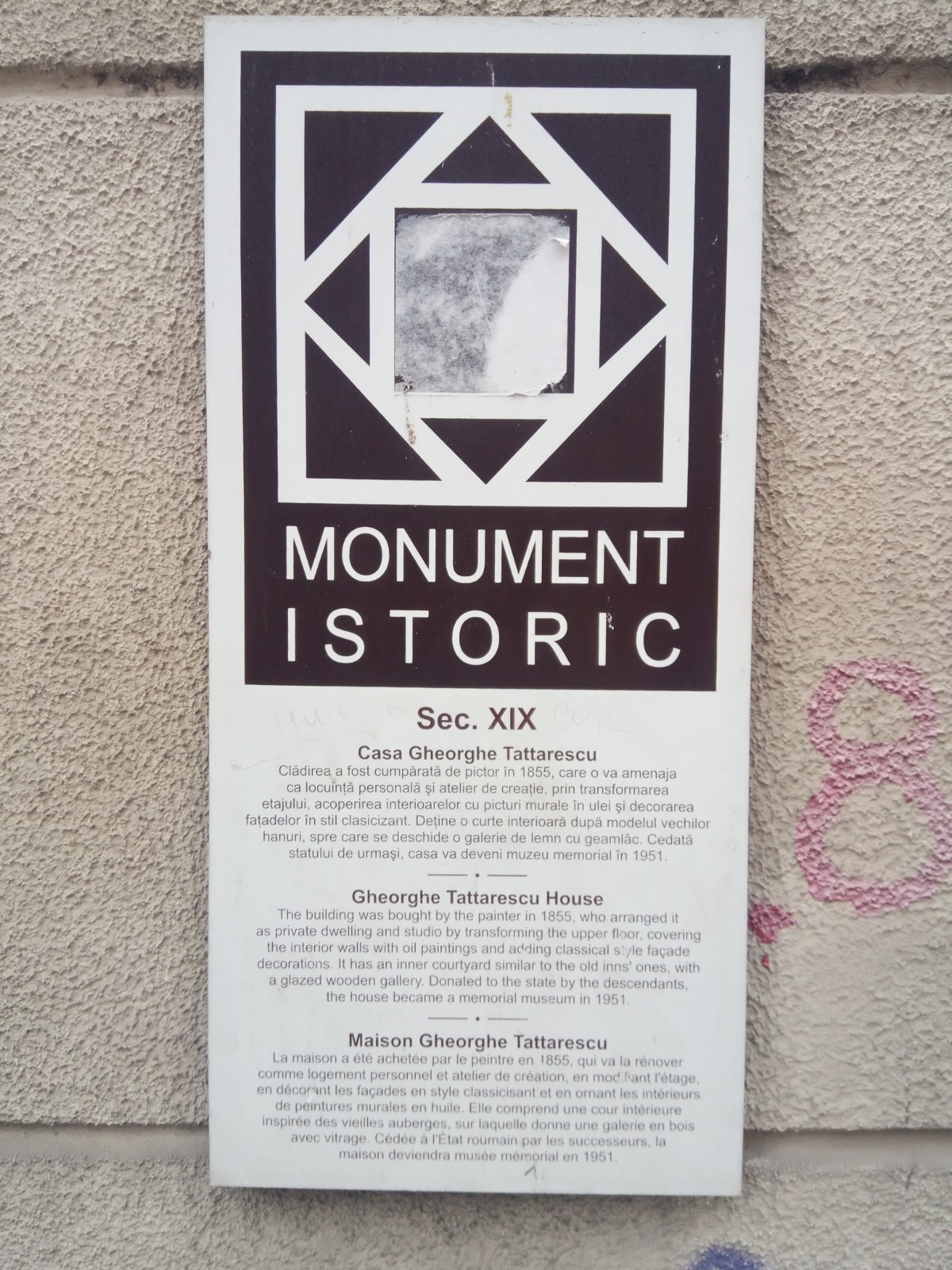
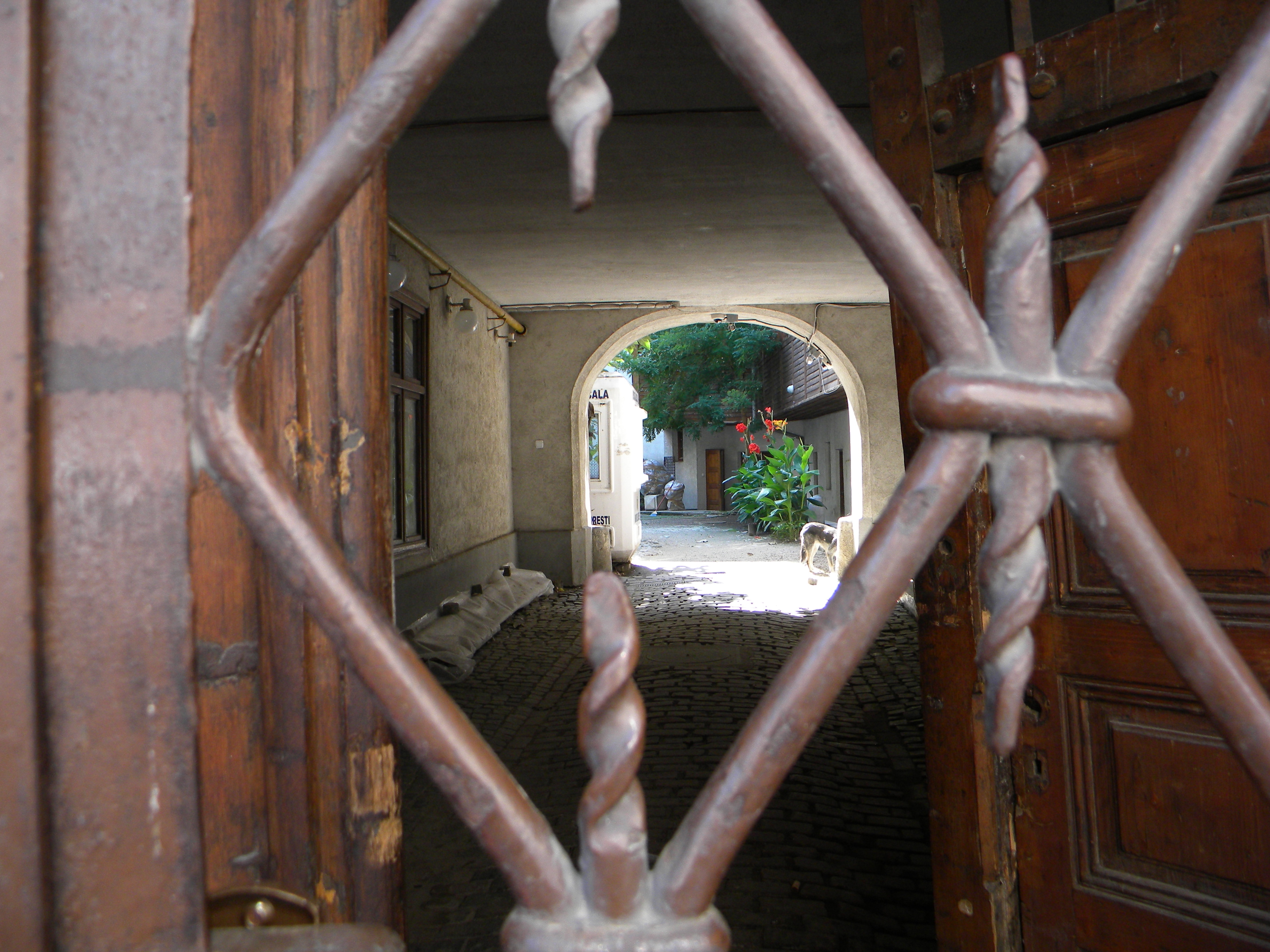

- În București o stradă din sectorul 4 poartă numele pictorului din anul 1971;[16][17] similar în Șelimbăr, Sibiu.[18]
- La Focșani își desfășoară activitatea Liceul de Artă "Gheorghe Tattarescu".[19]
- 2008 - a avut loc la Palatul Suțu din București expoziția Gheorghe Tattarescu și contemporanii săi. Evenimentul a reunit un număr de douăzeci și doi de pictori, sculptori și graficieni din acea epocă. Au fost prezentate documente și fotografii care au aparținut artistului român. Cu ocazia manifestării a fost publicat albumul cu același nume sub coordonarea Aurei Popescu și Ioanei Cristea, la baza căruia a stat cercetarea fondului patrimonial al Muzeului Municipiului București și a filialelor sale: Muzeul “Gheorghe Tattarescu”, Secțiile de Artă și de Istorie, Muzeul “Theodor Aman” și Muzeul “Frederic Stork și Cecilia Cuțescu-Stork”.[20]
- 2019 - cu ocazia împlinirii a 125 de ani de la decesul artistului, a avut loc la Palatul Suțu expoziția Medalion Gheorghe Tattarescu unde s-au prezentat șapte lucrări din tematica peisajului realizate de pictorul român. Manifestarea a avut loc în perioada 30 octombrie - 6 noiembrie.[21]

## Controverse și incertitudini
- A Din cauza inexistenței condicilor de stare civilă care să ateste fără dubii nașterea cetățenilor, ziua de naștere a lui Tattarescu suferă de incertitudine. Pentru stabilirea acesteia, urmașii pictorului s-au raportat la o scrisoare pe care artistul a trimis-o din Roma, fiind datată în 27 ianuarie 1851. În aceasta, Tattarescu a afirmat că a intrat în cel de al 31-lea an al vieții lui, fapt care indică anul 1820 ca an al nașterii. Din registrul de nou născuți, din anul 1866, 30 iulie, zi în care s-a născut fiul său - Mihai Tattarescu, Gheorghe Tattarescu apare ca având patruzeci și cinci de ani. Acest al doilea argument validează pe primul pentru că indică același an de naștere - 1820. Locul de naștere este certificat de registrul morților din Focșani în care Tattarescu apare că s-a născut în acest oraș. De asemenea, actul de partaj al fraților Tattarescu din anul 1853, cu privire la averea părinților, vorbește de casa părintească din Focșani. Ca urmare, o concluzie generală a urmașilor săi, artistul s-a născut la Focșani în luna octombrie 1820. Dumitru, fratele, s-a născut cu cinci ani mai târziu, deci în anul 1825.

## Legături externe
- Biografie la ici.ro
- Biografie la compendium.ro
- en  Biografie la artnet.com
- fr  Biografie la maroumanie.com Arhivat în 26 mai 2018, la Wayback Machine.
- Tattarescu - Un pictor de veac XIX în secolul XXI, 18 ianuarie 2008, Adrian-Silvan Ionescu, Ziarul de Duminică
- Moștenire: Gheorghe Tăttărescu a pictat 52 de biserici, 2 martie 2009, Catalin Pruteanu, Jurnalul Național